# Erateina aroma
Erateina aroma là một loài bướm đêm trong họ Geometridae.